# Presa Fujinuma
La presa Fujinuma (藤沼ダム, Fujinuma Damu) fue una presa de terraplén de tierra en la ciudad de Sukagawa, prefectura de Fukushima, Japón. Se construyó sobre el río Ebana, un afluente del río Abukuma, a 16 km al oeste de la ciudad de Sukagawa. Su construcción comenzó en 1937 y se completó en 1949, tras su interrupción debido a la Segunda Guerra Mundial. Su principal propósito era el riego. Se derrumbó el 11 de marzo de 2011 tras el terremoto y tsunami de Japón de 2011.

## Derrumbe

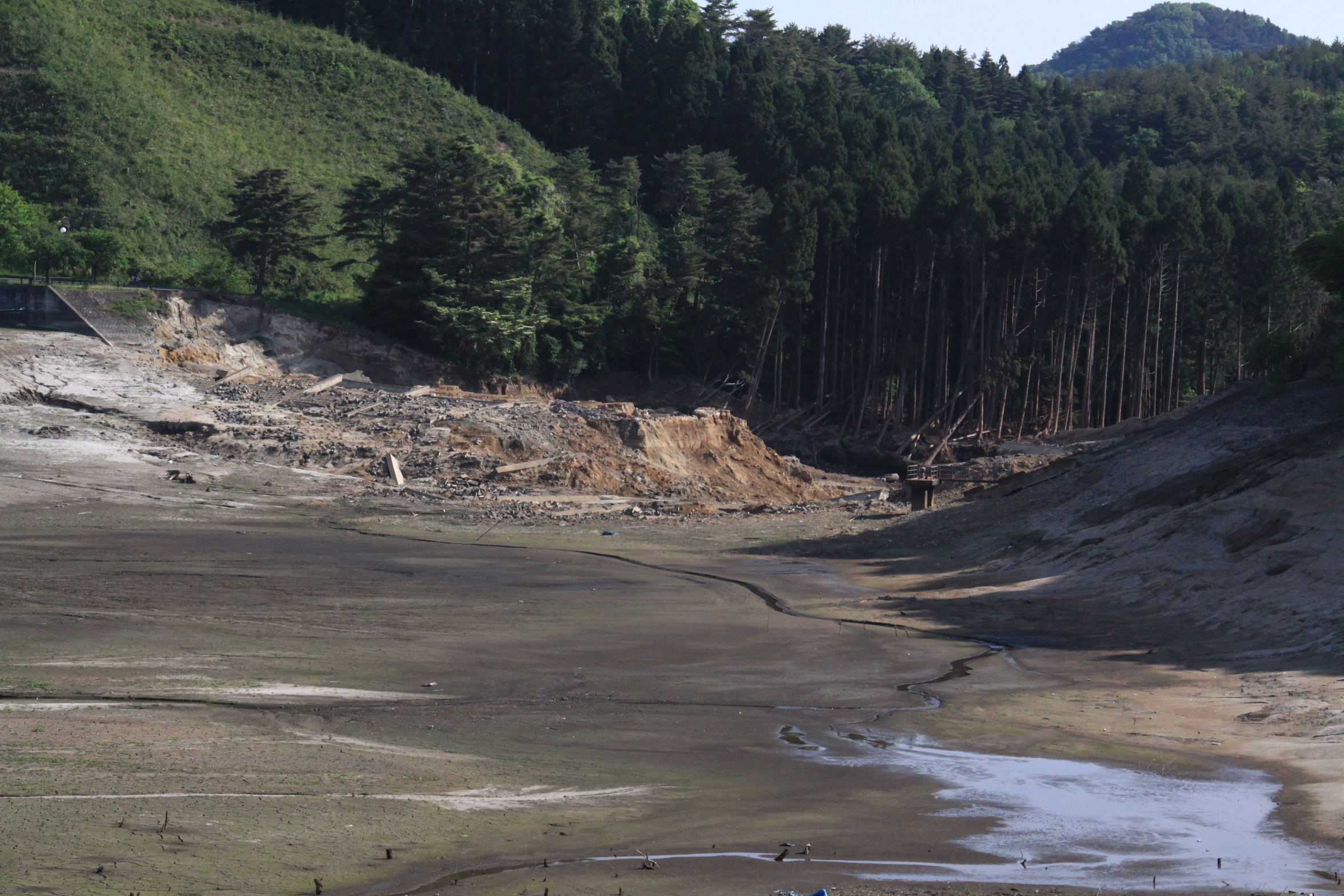
Embalse y presa vacíos tras el colapso.

El 11 de marzo de 2011, la presa falló entre 20 y 25 minutos después del terremoto de Tōhoku, cuando el embalse, casi lleno, rebasó la cresta de la presa. Los vecinos informaron haber oído un fuerte estallido antes de ver una inundación. La inundación arrasó cinco casas, dañó otras, inutilizó un puente y bloqueó carreteras con escombros. Ocho personas estaban desaparecidas y se encontraron cuatro cadáveres tras las búsquedas iniciadas al amanecer. La falla de la presa de tierra en el embalse de Fujinuma, en la prefectura de Fukushima, causó ocho muertes en una aldea.
El 12 de marzo, se inspeccionaron 252 presas y se encontraron siete dañadas. Seis presas de terraplén presentaron grietas superficiales en sus coronaciones y el embalse de una presa de gravedad de hormigón presentó una ligera falla de talud. Cuatro presas, incluida la de Fujinuma, resultaron inaccesibles y no pudieron ser inspeccionadas.
Un estudio preliminar de la presa y las instalaciones, realizado en abril de 2011, indicó que la ruptura se produjo en la sección más alta de la presa. Dentro del relleno de la presa, había capas de suelo orgánico residual que, en una zona, contenían un tocón de árbol. El suelo residual se utilizó como cimentación y también en capas, por encima del aluvión. Esto sugiere que la cimentación de la presa no se preparó adecuadamente, según el estudio. Además, la presa auxiliar del embalse sufrió una falla grave del talud en su cara aguas arriba, mientras que las zonas alrededor del borde del embalse presentaron fallas leves o deterioro del talud. No se pudo confirmar si el terremoto o un vaciado rápido del embalse fueron la causa.

## Diseño
La presa era de tipo terraplén de 18,5 metros de alto y 133 metros de largo, con un volumen estructural de 99.000 m³ y un ancho de coronación de 6 m. A unos 300 m al sur, hay una presa auxiliar con una altura de unos 6 m y una longitud de aproximadamente 60 m. La presa auxiliar ayudó al embalse a mantener sus niveles de diseño dado que la topografía no permitía que la presa principal única lo hiciera. La presa se encontraba en la cabecera de un área de drenaje de 8,8 km² (3 millas cuadradas) y su embalse tenía una capacidad de 1.504.000 m³. El embalse tenía una superficie de 20 hectáreas. La presa fue construida por Shoji Kensetsu y operada por el Distrito de Recuperación Costera del Río Ebana.

## Consecuencias
Tras la falla de la presa, surgieron discrepancias entre las revisiones gubernamentales y la comprensión ciudadana sobre las causas de la falla. El gobierno japonés y el de la prefectura de Fukushima inspeccionaron el lugar y consideraron que el impacto del terremoto causó daños significativos, calificándolo de desastre natural. Por el contrario, debido a las fallas mencionadas, como la falta de mano de obra, conocimientos y materiales adecuados en el proceso de construcciónref>ダムマニア: DamMania (June 23, 2015). «藤沼ダム».</ref>, los ciudadanos dudan que esta falla sea causada por el hombre y de las consecuencias de los fallos de construcción; en particular, dado que la ciudad de Sukagawa se encuentra lejos del océano para experimentar un tsunami, no pudieron considerarlo un desastre natural.
Estas opiniones opuestas también se observan en el debate y el conflicto sobre la asistencia pública ante desastres por parte de los sectores gubernamentales. En Japón, cuando ocurre un desastre natural, la ayuda financiera máxima es de 3 millones de yenes. Sin embargo, en este caso, la ciudadanía entendió que la rotura de la presa era un desastre antropogénico, por lo que la asistencia pública no satisfizo las necesidades ciudadanas y complicó aún más la situación, lo que dificultó la perspectiva gubernamental sobre la asistencia y el enfoque ante la rotura de la presa, especialmente en el debate sobre la recuperación.

## Recuperación
La reconstrucción de la presa comenzó en octubre de 2013, y se completó en abril de 2017.

### Opiniones de los ciudadanos
Aunque la recuperación de esta presa se completó en 2017, hubo algunas voces no escuchadas de los ciudadanos que viven cerca de la presa que falló. Tres argumentos principales fueron: 1) la recuperación y el agua son necesarios para su actividad agrícola, 2) el riesgo potencial de inundación para reconstruir en el mismo lugar, y 3) no se necesita una presa.